# Боброви
Бобровите (Castoridae) са семейство бозайници от разред Гризачи (Rodentia).
Таксонът е описан за пръв път от Вилхелм Хемприх през 1820 година. Таксономичният му тип е род Бобри, единствената съвременна група от семейството.

## Родове
- †Migmacastor
- Подсемейство †Agnotocastorinae (парафилетично)
  - Триб †Agnotocastorini
    - †Agnotocastor
    - †Neatocastor

  - Триб †Anchitheriomyini
    - †Anchitheriomys
    - †Propalaeocastor
    - †Oligotheriomys
- Подсемейство †Palaeocastorinae
  - †Palaeocastor
  - †Capacikala
  - †Pseudopalaeocastor
  - Триб †Euhapsini
    - †Euhapsis
    - †Fossorcastor
- Подсемейство †Castoroidinae
  - †Priusaulax
  - Триб †Nothodipoidini
    - †Eucastor
    - †Microdipoides
    - †Nothodipoides

  - Триб †Castoroidini (парафилетичен)
    - †Monosaulax
    - †Prodipoides
    - †Dipoides
    - †Castoroides
    - †Procastoroides

  - Триб †Trogontheriini
    - †Trogontherium
    - †Boreofiber
    - †Euroxenomys
    - †Youngofiber
    - †Asiacastor
- Подсемейство Castorinae
  - †Chalicomys
  - †Steneofiber
  - †Zamolxifiber
  - †Romanofiber
  - †Schreuderia
  - †Sinocastor
  - †Hystricops
  - Castor - Бобри